# Burgkunstadt
Burgkunstadt är en stad i Landkreis Lichtenfels i Regierungsbezirk Oberfranken i förbundslandet Bayern i Tyskland.